# Soul Brasil Pro Cycling Team
L'equip Soul Brasil Pro Cycling Team, conegut anteriorment com a Funvic, (codi UCI: SOU) és un equip ciclista professional brasiler de categoria continental. Va ser fundat a Pindamonhangaba, estat de São Paulo; va traslladar la seva seu al municipi veí de São José dos Campos l'any 2013; però va tornar a "Pinda" el 2018, quan va perdre la categoria professional.

## Història
Té l'origen en l'equip amateur Fapi-Funvic-Pindamonhangaba. El 2010 entra al professionalisme i puja a categoria Continental. El primer any a l'UCI Amèrica Tour guanya la classificació per equips. El 2016 aconsegueix ascendir a nivell continental professional. El 2018 descendeix a categoria continental novament.
A finals del 2016, el fet de tenir controls positius en tres seus corredors (João Gaspar, Kléber Ramos i Ramiro Rincón), en menys de deu mesos, va fer que entrés en suspensió de totes les competicions internacionals durant un període de tres mesos, com estipula l'article 7.12.1 del reglament antidopatge de l'UCI.

## Principals victòries
- Volta del Paranà: Marco Arriagada (2010), Carlos Manarelli (2015)
- Prova Ciclística 9 de Julho: Roberto Pinheiro (2011)
- Volta a l'Uruguai: Magno Nazaret (2012, 2017)
- Tour de Brasil-Volta de l'Estat de São Paulo: Magno Nazaret (2012, 2014)
- Copa Amèrica de Ciclisme: Francisco Chamorro (2013), Carlos Manarelli (2015)
- Tour de San Luis: Daniel Díaz (2015)
- Volta a Rio Grande do Sul: Murilo Affonso (2016)

### Grans Voltes
- Tour de França
  - 0 participacions

- Giro d'Itàlia
  - 0 participacions

- Volta a Espanya
  - 0 participacions

## Composició de l'equip
| \| Llista de l'equip 2016 \| Llista de l'equip 2016 \| Llista de l'equip 2016 \| Llista de l'equip 2016 \| \| Ciclista \| Data de naixement \| Equip previ \| \| \| -------------------------------------------- \| ---------------------- \| ------------------------------------------------ \| ---------------------- \| \| Murilo Affonso \| 19 de juny de 1991 \| Ironage-Colner (2014) \| \| \| André Almeida \| 16 de desembre de 1992 \| \| \| \| Otávio Bulgarelli \| 15 de octubre de 1984 \| Farnese Vini-Neri Sottoli (2011) \| \| \| Flávio Cardoso \| 12 de octubre de 1980 \| \| \| \| Francisco Ramón Chamorro Piva \| 7 de agost de 1981 \| Real Cycling Team (2012) \| \| \| Alex Diniz \| 20 de octubre de 1985 \| Real Cycling Team (2012) \| \| \| João Gaspar \| 19 de febrer de 1992 \| \| \| \| Nathan Mahler \| 17 de gener de 1996 \| \| \| \| Carlos Manarelli \| 13 de febrer de 1989 \| Zalf Euromobil (2012) \| \| \| Magno Nazaret \| 17 de gener de 1986 \| Scott-Marcondes Cesar-São José dos Campos (2010) \| \| \| Pedro Nicácio \| 13 de octubre de 1981 \| São José dos Campos (2010) \| \| \| Antonio Piedra Pérez \| 10 de octubre de 1985 \| Caja Rural-Seguros RGA (2014) \| \| \| Roberto Pinheiro \| 9 de gener de 1983 \| \| \| \| Rodrigo Quirino (1 de gen–30 de juny) \| 12 de abril de 1996 \| \| \| \| Kléber Ramos \| 24 de agost de 1985 \| Clube DataRo (2013) \| \| \| Pablo Urtasun Pérez \| 29 de març de 1980 \| Team Ukyo (2015) \| \| \| Luís Mendonça (1 de ago–31 de des, aprenent) \| 16 de gener de 1986 \| \| \| \| Ramiro Rincón (1 de ago–31 de des, aprenent) \| 17 de març de 1987 \| EPM-UNE (2013) \| \| \| Gabriel Silva (1 de ago–31 de des, aprenent) \| 6 de maig de 1997 \| \| \| \| \| \| \| \| \| Fonts: ProCyclingStats Cycling Archives \| \| \| \| |                        |                                                  |  |
| Llista de l'equip 2016 |                        |                                                  |  |
| Ciclista | Data de naixement      | Equip previ                                      |  |
| Murilo Affonso | 19 de juny de 1991     | Ironage-Colner (2014)                            |  |
| André Almeida | 16 de desembre de 1992 |                                                  |  |
| Otávio Bulgarelli | 15 de octubre de 1984  | Farnese Vini-Neri Sottoli (2011)                 |  |
| Flávio Cardoso | 12 de octubre de 1980  |                                                  |  |
| Francisco Ramón Chamorro Piva | 7 de agost de 1981     | Real Cycling Team (2012)                         |  |
| Alex Diniz | 20 de octubre de 1985  | Real Cycling Team (2012)                         |  |
| João Gaspar | 19 de febrer de 1992   |                                                  |  |
| Nathan Mahler | 17 de gener de 1996    |                                                  |  |
| Carlos Manarelli | 13 de febrer de 1989   | Zalf Euromobil (2012)                            |  |
| Magno Nazaret | 17 de gener de 1986    | Scott-Marcondes Cesar-São José dos Campos (2010) |  |
| Pedro Nicácio | 13 de octubre de 1981  | São José dos Campos (2010)                       |  |
| Antonio Piedra Pérez | 10 de octubre de 1985  | Caja Rural-Seguros RGA (2014)                    |  |
| Roberto Pinheiro | 9 de gener de 1983     |                                                  |  |
| Rodrigo Quirino (1 de gen–30 de juny) | 12 de abril de 1996    |                                                  |  |
| Kléber Ramos | 24 de agost de 1985    | Clube DataRo (2013)                              |  |
| Pablo Urtasun Pérez | 29 de març de 1980     | Team Ukyo (2015)                                 |  |
| Luís Mendonça (1 de ago–31 de des, aprenent) | 16 de gener de 1986    |                                                  |  |
| Ramiro Rincón (1 de ago–31 de des, aprenent) | 17 de març de 1987     | EPM-UNE (2013)                                   |  |
| Gabriel Silva (1 de ago–31 de des, aprenent) | 6 de maig de 1997      |                                                  |  |
| |                        |                                                  |  |
| Fonts: ProCyclingStats Cycling Archives |                        |                                                  |  |

| \| Llista de l'equip 2017 \| Llista de l'equip 2017 \| Llista de l'equip 2017 \| Llista de l'equip 2017 \| \| Ciclista \| Data de naixement \| Equip previ \| \| \| -------------------------------------------------------- \| ---------------------- \| ------------------------------------------------ \| ---------------------- \| \| Murilo Affonso \| 19 de juny de 1991 \| Ironage-Colner (2014) \| \| \| André Almeida \| 16 de desembre de 1992 \| \| \| \| Flávio Cardoso \| 12 de octubre de 1980 \| \| \| \| Lauro Chaman \| 25 de juny de 1987 \| Memorial-Santos-Fupes (2014) \| \| \| Francisco Ramón Chamorro Piva \| 7 de agost de 1981 \| Real Cycling Team (2012) \| \| \| Caio Godoy \| 24 de abril de 1995 \| \| \| \| Magno Nazaret \| 17 de gener de 1986 \| Scott-Marcondes Cesar-São José dos Campos (2010) \| \| \| Pedro Nicácio \| 13 de octubre de 1981 \| São José dos Campos (2010) \| \| \| Roberto Pinheiro \| 9 de gener de 1983 \| \| \| \| Daniel Silva \| 8 de juny de 1985 \| Rádio Popular-Boavista (2016) \| \| \| Gabriel Silva \| 6 de maig de 1997 \| \| \| \| André Gohr \| 15 de agost de 1996 \| World Cycling Centre (2016) \| \| \| Breno Morais \| 6 de març de 1997 \| \| \| \| Raphael Pires \| 16 de gener de 1997 \| \| \| \| Victor Ranghetti \| 28 de desembre de 1998 \| \| \| \| Lincoln Silva \| 11 de abril de 1997 \| \| \| \| Jordi Simón Casulleras \| 6 de setembre de 1990 \| Verva ActiveJet (2016) \| \| \| \| \| \| \| \| Fonts: ProCyclingStats Cycling Quotient Cycling Archives \| \| \| \|Nota: Lincoln Silva missing qualifiers by rider |                        |                                                  |  |
| Llista de l'equip 2017 |                        |                                                  |  |
| Ciclista | Data de naixement      | Equip previ                                      |  |
| Murilo Affonso | 19 de juny de 1991     | Ironage-Colner (2014)                            |  |
| André Almeida | 16 de desembre de 1992 |                                                  |  |
| Flávio Cardoso | 12 de octubre de 1980  |                                                  |  |
| Lauro Chaman | 25 de juny de 1987     | Memorial-Santos-Fupes (2014)                     |  |
| Francisco Ramón Chamorro Piva | 7 de agost de 1981     | Real Cycling Team (2012)                         |  |
| Caio Godoy | 24 de abril de 1995    |                                                  |  |
| Magno Nazaret | 17 de gener de 1986    | Scott-Marcondes Cesar-São José dos Campos (2010) |  |
| Pedro Nicácio | 13 de octubre de 1981  | São José dos Campos (2010)                       |  |
| Roberto Pinheiro | 9 de gener de 1983     |                                                  |  |
| Daniel Silva | 8 de juny de 1985      | Rádio Popular-Boavista (2016)                    |  |
| Gabriel Silva | 6 de maig de 1997      |                                                  |  |
| André Gohr | 15 de agost de 1996    | World Cycling Centre (2016)                      |  |
| Breno Morais | 6 de març de 1997      |                                                  |  |
| Raphael Pires | 16 de gener de 1997    |                                                  |  |
| Victor Ranghetti | 28 de desembre de 1998 |                                                  |  |
| Lincoln Silva | 11 de abril de 1997    |                                                  |  |
| Jordi Simón Casulleras | 6 de setembre de 1990  | Verva ActiveJet (2016)                           |  |
| |                        |                                                  |  |
| Fonts: ProCyclingStats Cycling Quotient Cycling Archives |                        |                                                  |  |

## Classificacions UCI

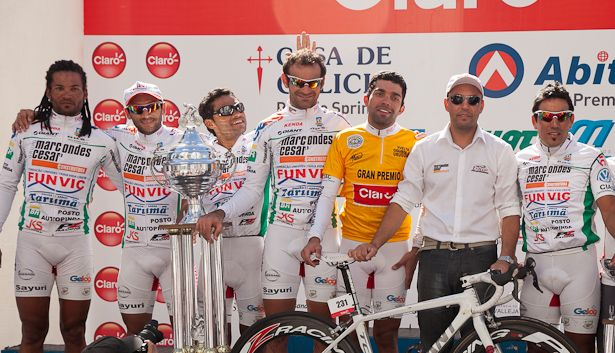
L'equip al 2012

Des del 2010, l'equip participa en les proves dels circuits continentals i principalment en les curses del calendari de l'UCI Amèrica Tour. Aquesta taula presenta les classificacions de l'equip als circuits, així com el seu millor corredor en la classificació individual.
UCI Àfrica Tour
| Temporada | Classificació per equips | Millor ciclista en la classificació individual |
| --------- | ------------------------ | ---------------------------------------------- |
| 2016      | 125è                     | Flávio Cardoso (219è)                          |

UCI Amèrica Tour
| Temporada | Classificació per equips | Millor ciclista en la classificació individual |
| --------- | ------------------------ | ---------------------------------------------- |
| 2010      | 1r                       | Edgardo Simón (13è)                            |
| 2011      | 4t                       | Flávio Cardoso (24è)                           |
| 2012      | 2n                       | Magno Nazaret (8è)                             |
| 2013      | 3r                       | Alex Diniz (11è)                               |
| 2014      | 3r                       | Carlos Manarelli (17è)                         |
| 2015      | 2n                       | Daniel Díaz (4t)                               |
| 2016      | 6è                       | Kléber Ramos (59è)                             |
| 2017      | 7è                       | Francisco Chamorro (21è)                       |

UCI Àsia Tour
| Temporada | Classificació per equips | Millor ciclista en la classificació individual |
| --------- | ------------------------ | ---------------------------------------------- |
| 2016      | 68è                      | Antonio Piedra (200è)                          |
| 2017      | 51è                      | Magno Nazaret (125è)                           |

UCI Europa Tour
| Temporada | Classificació per equips | Millor ciclista en la classificació individual |
| --------- | ------------------------ | ---------------------------------------------- |
| 2012      | 125è                     | Magno Nazaret (1141è)                          |
| 2016      | 127è                     | Antonio Piedra (1343è)                         |